# Xã Green, Quận Fremont, Iowa
Xã Green (tiếng Anh: Green Township) là một xã thuộc quận Fremont, tiểu bang Iowa, Hoa Kỳ. Năm 2010, dân số của xã này là 281 người.